# Dampvalley-lès-Colombe
Dampvalley-lès-Colombe ist eine Gemeinde im französischen Département Haute-Saône in der Region Bourgogne-Franche-Comté.

## Geographie
Dampvalley-lès-Colombe liegt auf einer Höhe von 265 m über dem Meeresspiegel, etwa sieben Kilometer östlich der Stadt Vesoul (Luftlinie). Das Dorf erstreckt sich im zentralen Teil des Départements, leicht erhöht am südlichen Talhang der Colombine, am Nordrand der Hochfläche des Bois de Noroy.
Die Fläche des 6,26 km² großen Gemeindegebiets umfasst einen Abschnitt im Bereich des Hügellandes zwischen dem Becken von Vesoul und der Ebene von Lure. Von Nordosten nach Südwesten wird das Gebiet vom Tal der Colombine durchquert. Der Bach fließt hier mit mehreren Windungen durch eine rund 100 m breite Talaue, die 50 bis 100 m tief in die umgebenden Hochplateaus eingeschnitten ist. Die steilen Hänge werden an verschiedenen Orten von Kalkfelsen durchzogen. Es gibt hier mehrere Höhlen. 
Nördlich und südlich des Colombine-Tals schließen sich Hochflächen an, die aus einer widerstandsfähigen Kalkschicht der mittleren Jurazeit bestehen. Auf der Nordseite des Tales befinden sich die Höhen des Charmont (357 m) und des Bois de la Craye. Im Süden liegt die landwirtschaftlich genutzte Hochfläche der Côte, auf der mit 378 m die höchste Erhebung von Dampvalley-lès-Colombe erreicht wird. Die östliche Abgrenzung wird durch den Bois de Calmoutier markiert.
Nachbargemeinden von Dampvalley-lès-Colombe sind Montcey im Norden, Calmoutier im Osten, Noroy-le-Bourg und Colombe-lès-Vesoul im Süden sowie Frotey-lès-Vesoul im Westen.

## Geschichte
Das Tal der Colombine war vermutlich schon in vorgeschichtlicher Zeit besiedelt. Im Mittelalter gehörte Dampvalley zur Freigrafschaft Burgund und darin zum Gebiet des Bailliage d’Amont. Die lokale Herrschaft hatten die Herren von Montaigu inne. Gegen Ende des Dreißigjährigen Krieges wurde die Ortschaft 1644 von den Truppen von Turenne vollständig zerstört. Zusammen mit der Franche-Comté gelangte Dampvalley mit dem Frieden von Nimwegen 1678 definitiv an Frankreich. Heute ist Dampvalley-lès-Colombe Mitglied des 12 Ortschaften umfassenden Gemeindeverbandes Communauté de communes des Grands Bois.

## Sehenswürdigkeiten
Die Dorfkirche wurde im 19. Jahrhundert neu erbaut. Im Süden des Dorfes befindet sich ein pyramidenförmiges Gebäude, das nach einer Choleraepidemie errichtet wurde und eine Statue der Vierge Immaculée (1856) trägt.

## Bevölkerung
| Jahr                       | 1962 | 1968 | 1975 | 1982 | 1990 | 1999 | 2006 |
| Einwohner                  | 59   | 58   | 68   | 110  | 131  | 112  | 113  |
| Quellen: Cassini und INSEE |      |      |      |      |      |      |      |

Mit 119 Einwohnern (1. Januar 2022) gehört Dampvalley-lès-Colombe zu den kleinen Gemeinden des Département Haute-Saône. Nachdem die Einwohnerzahl in der ersten Hälfte des 20. Jahrhunderts deutlich abgenommen hatte (1896 wurden noch 168 Personen gezählt), wurde von Mitte der 1970er Jahre bis 1990 wieder ein kontinuierliches Bevölkerungswachstum verzeichnet. In dieser Zeit hat sich die Einwohnerzahl verdoppelt. Seither ist jedoch wieder ein rückläufiger Trend zu erkennen.

## Wirtschaft und Infrastruktur
Dampvalley-lès-Colombe ist noch heute ein vorwiegend durch die Landwirtschaft (Ackerbau, Obstbau und Viehzucht) und die Forstwirtschaft geprägtes Dorf. Außerhalb des primären Sektors gibt es nur wenige Arbeitsplätze im Ort. Viele Erwerbstätige sind deshalb Pendler, die in den größeren Ortschaften der Agglomeration Vesoul ihrer Arbeit nachgehen.
Der Ort ist verkehrstechnisch gut erschlossen. Er liegt nahe der Hauptstraße N19, die von Vesoul nach Belfort führt. Weitere Straßenverbindungen bestehen mit Noroy-le-Bourg und Montcey.